# Landázuri
Landázuri là một khu tự quản thuộc tỉnh Santander, Colombia. Thủ phủ của khu tự quản Landázuri đóng tại Landázuri Khu tự quản Landázuri có diện tích 630 ki lô mét vuông. Đến thời điểm ngày 28 tháng 5 năm 2005, khu tự quản Landázuri có dân số 12640 người.